# Eleccions al Dáil Éireann de 2007
Les eleccions al Dáil Éireann de 2007 es van celebrar el 24 de maig de 2007 per a renovar els 166 diputats del Dáil Éireann. Va guanyar el Fianna Fáil, però el Fine Gael incrementà la seva representació a costa dels Progressive Democrats. Bertie Ahern formarà un govern de minoria sense coalició per la incapacitat del Fine Gael de formar un govern alternatiu.

## Resultats
| Partit                             | Líder             | Vot popular | %      | Escons |
| Fianna Fáil                        | Bertie Ahern      | 858,565     | 41,46% | 78     |
| Fine Gael                          | Enda Kennys       | 564,428     | 27,3%  | 51     |
| Laborista                          | Pat Rabbitte      | 209,175     | 10,1%  | 20     |
| Verds                              | Trevor Sargent    | 96.936      | 4,7%   | 6      |
| Sinn Féin                          | Gerry Adams       | 143.410     | 6,9%   | 4      |
| Progressive Democrats              | Michael Mc Dowell | 56.396      | 2,7%   | 2      |
| Partit Socialista                  | Joe Higgins       | 13.218      | 0,64%  | 0      |
| Independents                       |                   | 106.429     | 3,0%   | 5      |
| Partit dels Treballadors d'Irlanda | Sean Garland      | 3.026       | 0,30%  |        |